# Erodium guicciardii
Erodium guicciardii är en näveväxtart som beskrevs av Theodor Heinrich von Heldreich och Pierre Edmond Boissier. Erodium guicciardii ingår i släktet skatnävor, och familjen näveväxter. Inga underarter finns listade i Catalogue of Life.